# Halloween II (film 2009)
Halloween II – amerykański film grozy z 2009 roku, sequel horroru Halloween (2007), napisany i wyreżyserowany przez muzyka rockowego Roba Zombie. Projekt nie jest remakiem filmu o tym samym tytule z roku 1981 i jest w sumie dziesiątym elementem serii Halloween. 
Dystrybutorem filmu została spółka Dimension Films. Filmem Halloween II Rob Zombie postanowił odejść od tradycyjnych założeń serii, skupiając się na więzi pomiędzy Strode i Myersem oraz zakładając, że rodzeństwo łączą podobne problemy psychologiczne. W związku z tym Halloween II jest horrorem z elementami dramatu. Przedmiotem uwagi w scenariuszu Zombie jest zmiana; widz przygląda się, w jaki sposób wydarzenia przedstawione w prequelu wpłynęły na bohaterów. Odbiór obrazu przez krytyków był mieszany, lecz skłaniał się ku negatywnemu. Serwis Rotten Tomatoes, agregujący recenzje multimediów, opatrzył podstronę filmu komentarzem: „W kolejnej odsłonie restartowanej serii Halloween Zombie pokazuje przebłyski wizjonerstwa, niestety, zostają one przykryte górami gore oraz brutalnej, oklepanej przemocy”. Horror, choć nie został przebojem komercyjnym, zarobił czterdzieści milionów i jest czwartym najbardziej dochodowym filmem z serii.

## Fabuła
Podczas swojego pobytu w szpitalu psychiatrycznym w Smith’s Glove młody Michael Myers jest odwiedzany przez swoją matkę Deborah. Ta wręcza mu prezent gwiazdkowy w postaci figurki białego konia. Michael odpowiada, że figurka przypomina mu wizje, gdzie jego matka jest ubraną na biało zjawą obiecującą mu powrót do domu.
Piętnaście lat później w Haddonfield Laurie Strode, doktor Loomis i Annie Brackett po starciu z Myersem trafiają do szpitala. Tymczasem furgonetka koronerska przewożąca ciało ma wypadek samochodowy; okazuje się, że Michael mimo postrzelenia wciąż żyje i ucieka na wolność. Laurie będąc w szpitalu wciąż jest w szoku po tym jak postrzeliła Myersa. Wkrótce Michael Myers dociera do szpitala zabijając część personelu i już zamierza zabić Laurie.
Okazuje się, że wydarzenia ze szpitala to jeden z koszmarów sennych Laurie, która obecnie mieszkając z Annie i jej ojcem szeryfem Brackettem, próbuje odzyskać stabilność psychiczną. Tymczasem doktor Loomis, były psychiatra mordercy, usiłuje zbić majątek na tragicznych zajściach i wydaje książki o Michaelu Myersie, zaś sposób prezentacji i promocji spotyka się z obiekcjami. Także nie podobają mu się sugestie, że skoro nie znaleziono ciała Myersa, to ten wciąż żyje. Loomis jest święcie przekonany o śmierci Myersa, nie wiedząc jednak, iż ten żyje jako włóczęga. Myers wkrótce zabija właścicieli stodoły, w której nocował i wiedziony wizją matki i siebie z czasów dzieciństwa planuje „przyprowadzić Boo do domu”.
Laurie ma kolejną wizję, w której zabija w ten sam sposób Annie jak Michael Myers swego ojczyma. W drodze do swej terapeutki Barbary Collier chce uciec od wizji, jednak halloweenowy wystrój przypomina jej o Myersie i doznaje wiele razy ataków paniki. Jej histeria powoduje, że odnosi się z agresją do Collier, a następnie do Annie zmęczonej jej stanem. Nocą Michael dociera do Haddonfield i morduje obecnych pracowników klubu striptizowego, w którym pracowała jego matka. 
Następnego dnia, w Halloween, ma miejsce premiera nowej książki Loomisa. Wesołą atmosferę rozdawania autografów zakłóca ojciec jednej z ofiar Myersa – Lyndy, która oskarża go o wypuszczenie Myersa na wolność. Wściekły jest też szeryf Brackett z powodu tego, że Loomis ujawnił w swej publikacji, że Laurie to Angel, siostra Michaela. Chce ostrzec o tym Laurie, jednak ta dowiaduje się tego z kupionej książki i zdewastowana tą rewelacją ucieka z domu do swych przyjaciółek z pracy – Harley i Myi, które ją wspierają. By stłumić złe emocje, Wszystkie trzy przebrane za postacie z The Rocky Horror Pictures Show udają się na imprezę halloweenową. Tam dociera Myers, który zabija Harley. Nie wiedzące o tym Laurie i Mya sądzą, że Harley zaleca się do kolejnego chłopaka i decydują się na powrót.
Obawiając się o Annie, szeryf Brackett każe jednemu ze swych podwładnych pilnować jej podczas jego nieobecności. Mya odwozi Laurie do domu Brackettów. Tam odkrywają umierającą Annie. Sprawcą okazuje się być Michael Myers, który niedługo potem zabija Myę i udaje się w pościg za uciekającą do pobliskiego lasku Laurie. Tam dopada ją zabijając wcześniej kierowcę oferującego jej podwózkę do szpitala. Wkrótce szeryf Brackett dowiaduje się o śmierci córki. Próbując się po tym pozbierać otrzymuje informację, że dostrzeżono Myersa niosącego Laurie do jakiejś szopy.
Tymczasem zła passa za Loomisem ciągnie się dalej, po tym jak jego zdaniem zostaje upokorzony w telewizyjnym talk-show Davida Newmana. Z telewizyjnych wiadomości dowiaduje się o tym, że szwadron policji otoczył Myersa i natychmiast udaje się na miejsce. Żądny mordu szeryf Brackett uderza go pięścią i wini jego pazerność za ostatnie zdarzenie. Wiedziony wyrzutami sumienia Loomis wbrew woli Bracketta udaje się do szopy, tłumacząc iż Myers nie będzie negocjował z policją. W środku Loomis widzi, że z Laurie jest coś nie tak; także ona dzieli tą samą wizję co Michael. Na zewnątrz policja czeka w niepewności. Z szopy wylatują ściśnięci w walce Michael i Loomis. Po zabiciu Loomisa Michael ginie w wyniku ostrzału policyjnego. Wciąż wiedziona wizjami Laurie wychodzi na zewnątrz i podnosi nóż dzierżony przez jej brata. Wkrótce i ona zostaje zastrzelona przez policję. Jej ostatnia myśl to pobyt w białym szpitalu psychiatrycznym, do którego przybywa Deborah Myers w towarzystwie białego konia.

## Obsada
- Scout Taylor-Compton – Laurie Strode / Angel „Boo” Myers
- Malcolm McDowell – dr Samuel „Sam” Loomis
- Tyler Mane – Michael Myers
  - Chase Wright Vanek – młody Michael Myers
- Brad Dourif – szeryf Lee Brackett
- Danielle Harris – Annie Brackett
- Sheri Moon Zombie – Deborah Myers
- Mary Birdsong – Nancy McDonald
- Brea Grant – Mya Rockwell
- Angela Trimbur – Harley David
- Margot Kidder – Barbara Collier
- Greg Travis – zastępca szeryfa Andy Neale
- Matt Bush – „Wilczek”
- Robert Curtis Brown – Kyle Van Der Klok
- Silas Weir Mitchell – Chett Jones
- Daniel Roebuck – „Big Lou” Martini
- Sylvia Jefferies – Misty Dawn
- Jeff Daniel Phillips –
  - Howard,
  - wujek Seymour Coffins
- Betsy Rue – Jazlean Benny
- Duane Whitaker – Sherman Benny
- Mark Boone Junior – Floyd
- Sean Whalen – kierowca
- Harold Hesseman – Uncle Meat
- Richard Riehle – Buddy
- Octavia Spencer – siostra Daniels
- Caroline Williams – dr Maple
- Richard Brake – Gary Scott
- Dayton Callie – koroner Hooks
- Chris Hardwick – David Newman
- Weird Al Yankovic – on sam
- Nicky Whelan – Wendy Snow

## Produkcja
Jesienią 2008 roku, podczas konwentu organizowanego z okazji trzydziestolecia serii Halloween, producent Malek Akkad zdradził, że sequel filmu Roba Zombie z 2007 znajduje się w fazie przygotowań. W listopadzie Francuzi Julien Maury i Alexandre Bustillo, twórcy thrillera Najście (À l'intérieur, 2007), negocjowali warunki reżyserii, lecz grudniem pismo Variety doniosło, że projektem zajmie się Zombie. W udzielonym wywiadzie amerykański reżyser wyjawił, że żmudna i wyczerpująca realizacja reboota z 2007 skłoniła go do niepodejmowania pracy nad kontynuacją. Perspektywa porzucenia świata Michaela Myersa zmieniła jednak jego nastawienie. Zombie wyjaśnił, że jedną z przyczyn, dla których postanowił nakręcić kolejny film o Myersie, była też uzyskana wolność artystyczna. Studio nie zobowiązało go do nakręcenia horroru, który poniekąd bazowałby na stylu Johna Carpentera − jak to wyglądało w przypadku adaptacji Halloween w roku 2007. Nim okazało się, że Rob Zombie wyreżyseruje Halloween II do własnego scenariusza, Malek Akkad przejawiał chęć nakręcenia kontynuacji, którą określił zdawkowo jako „normalny sequel”. Akkad oraz pracownicy jego firmy, Trancas International Films, zatrudnili grupę kilku scenarzystów, którzy zobligowani byli do stworzenia szkicu filmowego skryptu i zaprezentowania go wytwórni. Żadna z propozycji fabuły nie okazała się dla producentów wystarczająco dobrym pomysłem. To wtedy Akkad wraz z braćmi Bobem i Harveyem Weinsteinami zwrócili się do Maury'ego i Bustillo; prawa do dystrybucji Najścia zostały w owym czasie zakupione przez The Weinstein Company. Według Akkada producenci liczyli na powrót Roba Zombie, ponieważ gdy Francuzi przejęli pieczę nad projektem, idea obrazu została „zgubiona w przekładzie”. Po ukończeniu pracy nad rebootem z 2007 roku, Zombie zyskał pełne zaufanie Maleka Akkada. Akkad dał reżyserowi swobodę w tworzeniu, nakazał artyście ominąć wszelkie reguły i wytyczne, jakie postawiono przed nim przy okazji tworzenia poprzedniego projektu. To za jego namową Zombie zdecydował, że nakręci, który odejdzie od tradycyjnych założeń sagi Halloween.
Casting do filmu przeprowadzono pod wodzą Moniki Mikkelsen (Halloween, Bękarty diabła). Malcolm McDowell, Scout Taylor-Compton, Danielle Harris, Sheri Moon Zombie, Tyler Mane i Brad Dourif podpisali kontrakty na powtórzenie ról, które kreowali w prequelu. Nastoletni aktor Daeg Faerch, który wcielił się w młodego Michaela Myersa w filmie z 2007, miał powtórzyć tę rolę w sequelu, lecz wydalono go z projektu, gdy okazało się, że znacznie dojrzał. Ku własnej konsternacji, Zombie dokonał fundamentalnego przewrotu w zespole aktorskim, a jako nieletni Myers obsadzony został Chase Wright Vanek. Faercha można ujrzeć w pierwszym zwiastunie Halloween II. Zombie oznajmił, że ujęcia z udziałem młodego aktora były scenami testowymi i nie miały znaleźć się w trailerze. Taylor-Compton scharakteryzowała swoją bohaterkę jako postać posiadającą problemy natury dwubiegunowej, której emocje drastycznie oscylują pomiędzy radością a niepokojem. Jak ogłosiła aktorka, Zombie chciał za pośrednictwem jej roli zobaczyć Laurie Strode zmierzającą do „naprawdę mrocznych miejsc”. W wywiadzie odtwórczyni roli Strode wyjawiła, że przez pierwsze dwie trzecie filmu jej postać nadal nie będzie wiedziała, że jest siostrą Michaela Myersa. Na potrzeby Halloween II Zombie nadał Laurie nietypowy dla niej samej, niedbały wygląd. Stylizacja, określona jako „grunge'owa”, manifestować miała ciemną stronę osobowości dziewczyny. Reżyser podsumował bohaterkę jako „wrak człowieka”. Postać szeryfa Lee Bracketta, ojca przyjaciółki Laurie, Annie, w kontynuacji otrzymała bardziej znaczącą rolę niż w Halloween, a Brad Dourif uzyskał więcej czasu ekranowego. Zombie określił Bracketta jako „starego, wyniszczonego faceta”, który nie radzi sobie z najbliższym otoczeniem. Zmianom uległ także zarys postaci doktora Samuela Loomisa. Z cynicznego protagonisty, jakim przedstawiono go w Halloween, Loomis urósł do rangi antybohatera. Reżyser zreasumował doktora jako „sprzedawczyka”, który wykorzystuje pamięć o ofiarach Michaela Myersa, by zarabiać krocie na książkach poświęconych morderstwom. Z grona bohaterów Loomis i Strode przeszli najbardziej znaczące przemiany. W toku przeistaczania Loomisa w antagonistę inspiracją dla Zombie była osoba Vincenta Bugliosi, prawnika, który był oskarżycielem Charlesa Mansona podczas jego procesu sądowego, a który następnie napisał książkę opartą na tej rozprawie. Głównemu oponentowi, Michaelowi Myersowi, nadano w sequelu zupełnie nowy wygląd. Zdaniem Taylor-Compton, ma on podkreślać nowe emocje, które odczuwa Myers; przez większą część filmu psychopata skrywa się na peryferiach Haddonfield. Mimo to, Rob Zombie stwierdził, że z grona bohaterów dylogii jedynie Myers nie uległ zmianom: „Wszyscy stali się kompletnie innymi osobami; Laurie czy Loomis mają całe mnóstwo problemów, z którymi muszą się borykać. Michael po prostu posuwa się naprzód. Nie podległ przemianom, jest dokładnie tą samą osobą, którą był dziesięć lat temu, gdy wymordował wszystkich dookoła siebie. Nie ma pojęcia o otaczającym go świecie, więc i ten świat nie może mieć na niego wpływu.”

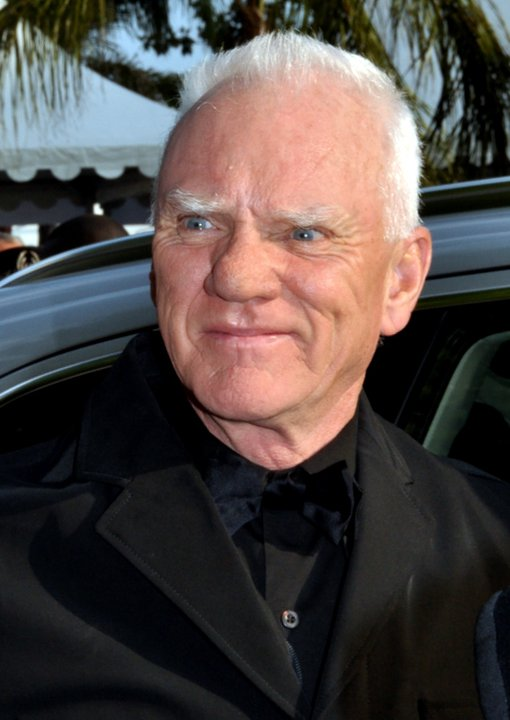
Malcolm McDowell, filmowy Samuel Loomis. Loomis, który w filmie Halloween z 2007 roku był protagonistą, w sequelu nabiera cech antybohatera.

Przy budżecie równym piętnastu milionom dolarów obraz zaczęto kręcić 23 lutego 2009 roku w Atlancie w stanie Georgia. Kręcenie w Georgii oznaczało dla wytwórni ulgi podatkowe. Innym powodem, dla którego zdjęcia ruszyły w Atlancie, była śnieżna pogoda, z którą zmagały się pozostałe rejony rozważane pod kątem filmowania. Panorama Georgii odpowiadała także wizji Roba Zombie. We wczesnym etapie produkcji Zombie podał do wiadomości mediów, że tworzy film, który charakteryzować będą „ultraziarnisty” obraz, znaczna intensywność oraz realizm, zaznaczył również, że tworzy projekt, który będzie „niemal całkowitym przeciwieństwem tego, czego spodziewają się widzowie”. Zombie, reżyser znany z realizacji wielu ujęć jednej sekwencji, nakręcił alternatywne zakończenie Halloween II. W opcjonalnym materiale Loomis i Myers wydostają się z otoczonej przez policję szopy i trafiają na oddalony teren. Gdy doktor chwyta maskę Michaela i apeluje do niego, by przestał zabijać, ten dźga go w brzuch, krzycząc „giń!”. Pierwsza w całej serii Halloween scena, w której Michael Myers przemawia, nie została użyta w gotowym filmie, lecz przed premierą obrazu przez krótki czas była udostępniona w internecie.
Wylansowana w filmie Halloween z 1978 roku muzyka autorstwa Johna Carpentera, która przewinęła się przez pełny cykl Halloween, w tym reboot z 2007, w Halloween II wykorzystana została w sposób śladowy. Słynny motyw przewodni serii („Halloween Theme”) w sequelu towarzyszy jedynie finałowej sekwencji. Zombie i twórca ścieżki dźwiękowej Tyler Bates próbowali wkomponować melodię jako tło innych scen. Według Zombie, motyw muzyczny nie pasował jednak do zmodernizowanej odsłony sagi. Na soundtrack horroru składają się piosenki popkulturowe, jak „Nights in White Satin” brytyjskiej grupy rockowej The Moody Blues. W Halloween II pojawiają się inne nawiązania do kultury masowej, w tym do musicalu The Rocky Horror Picture Show (1975) oraz filmów z udziałem aktora Lee Marvina. 25 sierpnia 2009 na płytach kompaktowych wydano oficjalną ścieżkę dźwiękową z filmu. Cover przeboju „Love Hurts” w wykonaniu kanadyjskiej wokalistki Nan Vernon, ilustrujący scenę zamykającą film, znajduje się także na trackliście płyty. Na rzecz filmu uformowano fikcyjną kapelę grającą muzykę psychobilly − Captain Clegg and the Night Creatures. Zespół pojawia się w scenie imprezy z okazji święta halloween.

## Wydanie filmu
Studio Dimension Films postanowiło wydać film przed okresem halloweenowym. Premiera w Ameryce Północnej przypadła na 28 sierpnia 2009; była to oficjalna premiera horroru. Obraz trafił w sumie do trzech tysięcy dwudziestu pięciu kin północnoamerykańskich. 4 września Halloween II został wydany w Islandii, a 9 października w Wielkiej Brytanii i Irlandii. W USA i Kanadzie film wydano ponownie 30 października, by powtórne projekcje zbiegły się ze świętem halloween. Horror trafił do blisko tysiąca stu kin w obu krajach. Sequel dystrybuowano dookoła świata, a regionalne premiery wyznaczano najczęściej na drugą połowę października 2009. Dystrybucja filmu na rynku DVD/Blu-ray nastąpiła 12 stycznia 2010. Na dyskach dostępne są dwie odsłony projektu: wersja kinowa oraz rozszerzona, reżyserska, która, zdaniem twórcy, bardzo różni się od tej standardowej. 29 stycznia 2010 Halloween II wyświetlono w trakcie Gérardmer Fantasticarts Film Festival we Francji. W Polsce obraz nie zyskał dystrybucji w kinach; 28 października 2010 wydany został na płytach DVD przez Kino Świat.
W dniu premiery w Stanach Zjednoczonych film zainkasował siedem milionów sześćset czterdzieści tysięcy dolarów. Do końca weekendu premierowego zarobki urosły do kwoty szesnastu milionów trzystu pięćdziesięciu milionów USD. Weekendowe zyski przyniosły twórcom lepszy zarobek niż zsumowane przychody z seansów Zemsty Michaela Myersa (1989), Sezonu czarownic (1982) i Przekleństwa Michaela Myersa (1995). Sukces komercyjny trwał siedem dni. W drugim tygodniu goszczenia na ekranach kin dochody ze sprzedaży biletów spadły o sześćdziesiąt pięć procent, a w kolejnym Halloween II opuścił czołową dziesiątkę zestawienia amerykańskiego box-office’u. Z powodzeniem nie spotkała się także próba przywrócenia horroru do obiegu kinowego w ostatnim tygodniu października 2009. Pod koniec swojej cyrkulacji na dużych ekranach Halloween II okazał się umiarkowanym sukcesem dla dystrybutorów. Zainkasował w sumie trzydzieści trzy miliony trzysta dziewięćdziesiąt trzy tysiące dolarów w Ameryce Północnej oraz pięć milionów dziewięćset dwadzieścia pięć tysięcy USD w pozostałych częściach świata (suma trzydziestu dziewięciu milionów trzystu osiemnastu tysięcy dolarów). W porównaniu z innymi odsłonami serii Halloween, film z roku 2009 jest czwartym najbardziej dochodowym obrazem sagi.

## Recenzje
Odbiór Halloween II przez krytyków był mieszany, lecz skłaniał się ku negatywnemu. Agregujący recenzje filmowe serwis Rotten Tomatoes, w oparciu o siedemdziesiąt dwa omówienia, okazał obrazowi 21-procentowe wsparcie. Analogiczna witryna, Metacritic, wykazała, że czterdzieści sześć procent opiniodawców uważa Halloween II za film udany. Rob Nelson, dziennikarz współpracujący z pismem Variety, doszedł do wniosku, że użycie przez Roba Zombie symboliki białego konia oraz przywrócenie postaci zmarłej Deborah Myers było niemądrym posunięciem. Skrytykował także decyzję reżysera dotycząca nakręcenia horroru na taśmie filmowej 16 mm, przeciwnie do formatu 35 mm, którym posługiwał się operator Halloween z 2007 roku. Redaktorzy wydawnictwa Time Out chwalili scenę rozgrywającą się w szpitalu, otwierającą film. Według pamflecistów, scena jest lepsza od szpitalnej sekwencji z Halloween 2 Ricka Rosenthala, do której Zombie chciał nawiązać. W recenzji słowa uznania pokierowano także w stronę Scout Taylor-Compton, której grę aktorską określono jako „intensywną, nietrywializującą i pełną poświęcenia”. Rola Malcolma McDowella spotkała się z kolei ze sceptyczną oceną; uznano, że gmatwa główną linię fabularną. Dziennikarze nie wykazali aprobaty dla „karnawałowej przemocy”, którą przedstawił w swym dziele Zombie. Kyle Smith (New York Post) negatywnie odniósł się do postaci Laurie Strode, lecz docenił „upiorne” wizje z udziałem Deborah Myers oraz opisał je jako wizualny „odpoczynek od skąpanej w krwi brutalności Michaela”. Tom Russo (The Boston Globe) dał wyraz rozbieżnym opiniom na temat projektu. W swej recenzji Russo spuentował, że Zombie starał się uczynić z Halloween II film bardzo intensywny, lecz jego wysiłki przyniosły mieszane rezultaty. Mężczyzna odniósł się do sennych ewokacji z udziałem Deborah Myers i białego konia, nazywając je „pretensjonalnie głupimi”, choć dodał, że sekwencje „mogą okazać się pomocne w zerwaniu ze rutynową, gatunkową przemocą”. Ponadto okrzyknął te sceny jako „burtonowskie”, wnioskując, iż przypominają kino grozy w reżyserii Tima Burtona. Joe Neumaier z nowojorskiego dziennika Daily News napisał, że za sprawą Halloween II Rob Zombie odnalazł siebie. Neumaier scharakteryzował sequel jako „monster movie, oparty na emocjach bohaterów”, a zawartą w nim muzykę określił mianem „szalenie dziwnej”. Wtórując Kyle'owi Smithowi, recenzent nazwał filmowe wizje Laurie Strode „odpoczynkiem dla oczu”. Zdaniem piszącego dla The New York Times Mike’a Hale’a, „Halloween II jest pełen żartów i odniesień kulturalnych, lecz niemal pozbawiony rozumnego dowcipu”. Steve Newton z czasopisma Georgia Straight odebrał film jako „bezlitośnie niepokojący, choć nieszczególnie przerażający”. Pracownik gazety Cinema Crazed Felix Vasquez Jr. skonkludował, że obraz jest boleśnie, prawie sadystycznie nudny. Simon Reynolds (Digital Spy) również wydał horrorowi niekorzystne omówienie, nazywając go „ociężałym filmowym bałaganem, niesprzyjającym przyszłości podgatunku slashera, w błyskawicznym tempie tracącym jakiekolwiek poczucie innowacji lub witalności”. Rob Humanick (Projection Booth) chwalił pomysłowość filmu oraz jego „mroczną poezję”. W recenzji dla strony Filmweb Marcin Pietrzyk pisał: „Rob Zombie wydaje się spokojniejszy, bardziej podporządkowany zasadom gatunku, skoncentrowany przede wszystkim na warsztacie. Rezultatem takiej postawy jest znakomita, pełna intensywności i dramatyzmu scena otwierającego film koszmaru. Potem sprawnie, pewną ręką buduje klimat osaczenia, umieszczając swoje ofiary w pułapce bez wyjścia.” Pietrzyk pozytywnie odwołał się do Halloween II jako „kroku w nieznane” i zapewnił czytelników, że film daje „poczucie świeżości, nowego startu”.